# Wrynose Pass
De Wrynose Pass is een bergpas in het Engelse Lake District. Deze bergpas heeft een hellingsgraad van 25 % op sommige stukken. Aan de westelijke kant ligt Hardknott Pass en het Hardknott Roman Fort. 
De Wrynose Pass werd door de Romeinen rond 110 n.Chr. onder het bewind van Hadrianus aangelegd om hun garnizoenen te Kendal en Ambleside via deze pas te verbinden met het fort in Ravenglass aan de westkust waarvan nu enkel nog het badhuis rest. De weg werd niet meer onderhouden na het vertrek van de Romeinen in het begin van de 5e eeuw maar bleef later een onverharde route voor pakpaarden.

## Three Shire Stone
Op de top van de pas staat een monoliet uit zandsteen, de Three Shire Stone op de plaats waar drie historische graafschappen elkaar ontmoetten: Lancashire, Westmorland en Cumberland. Hij werd in 1816 in Cartmel vervaardigd maar pas in 1860 geplaatst. In 1997 brak hij in vier stukken, waarschijnlijk als gevolg van een auto-ongeluk. De vroegere parking rond de steen werd iets verder aangelegd. Herstelling en terugplaatsing gebeurden in 1998.

## Etymologie
Wrynose zou een variant zijn van de Oudnoorse woorden wreye nes of gewrongen kaap.

## Galerij

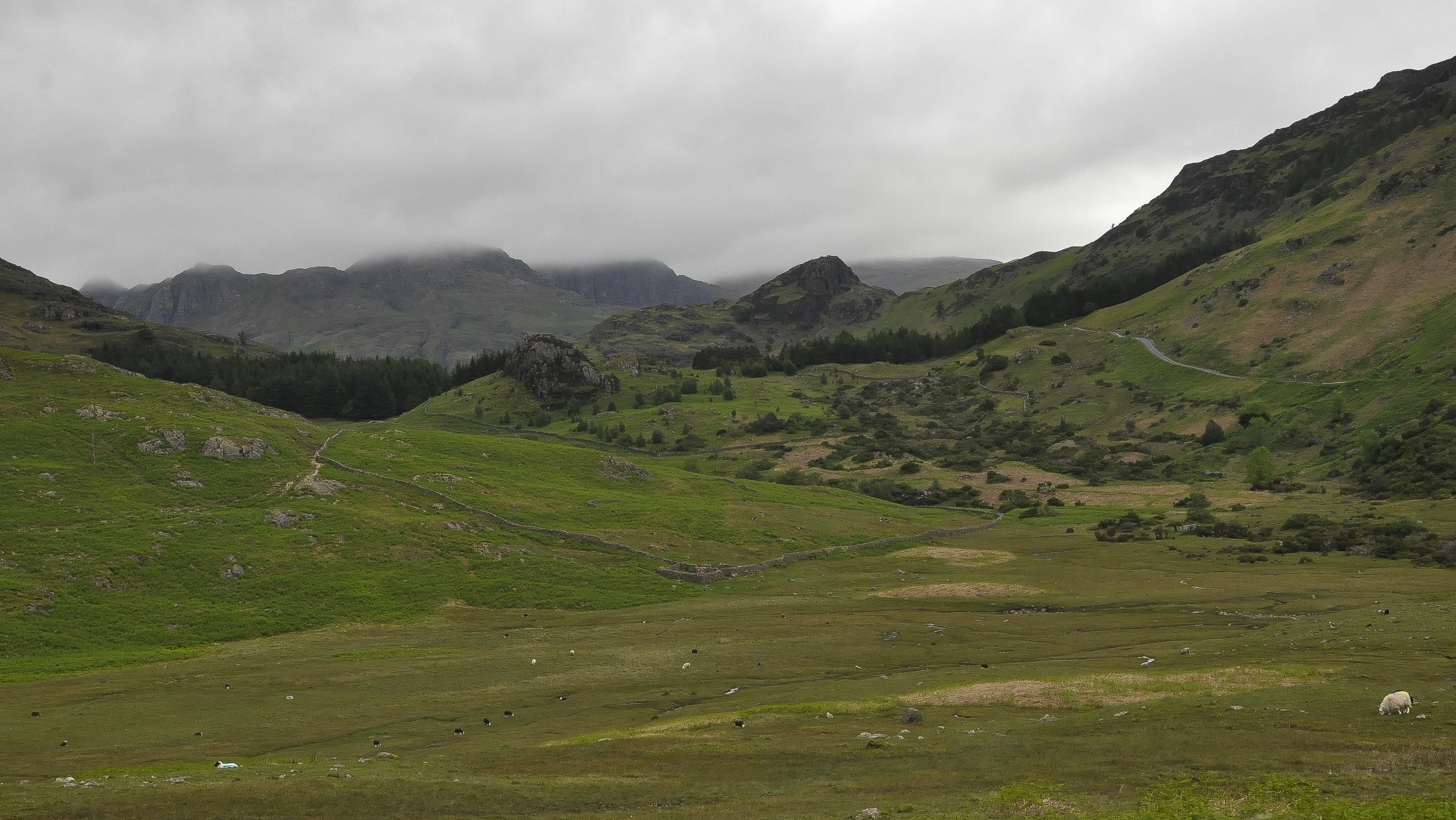
Wrynose Pass rechts op de foto
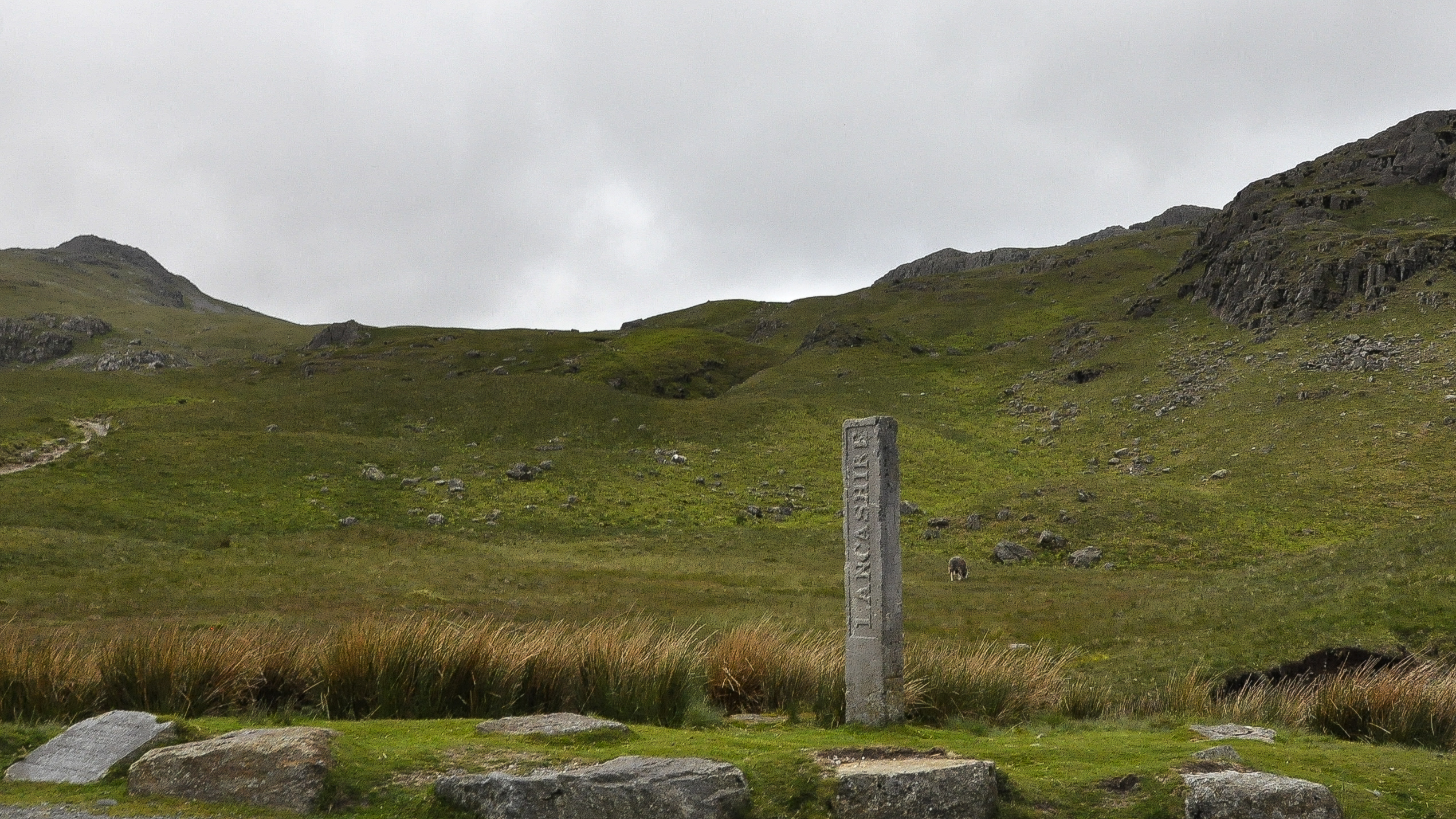
De Three Shire Stone op Wrynose Pass